# Castello di Coevorden
Il castello di Coevorden (in olandese: Kasteel van Coevorden o Kasteel Coevorden) è uno storico edificio della città olandese di Coevorden, nella Drenthe, fatto costruire nella forma attuale da Karel van Geire a partire dal 1522 sulle fondamenta di precedenti edifici risalenti al 1024 e al 1402 e fatti costruire dal vescovo di Utrecht.
L'edificio è classificato come rijksmonument nr. 526787 ed è ora adibito ad hotel.

## Storia
Dopo che nel 1024 la contea della Drenthe era stata ceduta da Hendrik II al vescovo di Utrecht, quest'ultimo fece costruire un motte e bailey, fu realizzato nel 1024 per i funzionari della contea.
Nel 1402 l'edificio fu quindi ricostruito dal vescovo Frederik van Blankenheim: l'edificio da allora venne definito "castrum".
Nel 1522, il castello fu nuovamente rimodellato su iniziativa del duca Karel van Geire, che tra il 1522 e il 1528 fu al comando della Drenthe.
Nel 1795, con lo scoppio della prima rivoluzione batava, il castello di Coevorden venne messo all'asta e fu acquistato da due privati, G. en J. Woltersom al prezzo di 1.675 fiorini.
Nel 1938, l'edificio fu acquistato dal comune di Coevorden, che nel 1972 fece intraprendere un'opera di restauro.
A partire dal 2008, dopo che il castello era stato utilizzato per ospitare degli uffici comunali, l'edificio venne trasformato in hotel, che fu inaugurato nel 2010

## Galleria d'immagini
|  |  |  |